# 东北东部铁路
东北东部铁路，又称东边道铁路，是一條位于中華人民共和國東北地区的鐵路，南起遼寧省大連市、北至黑龍江省牡丹江市，跨越遼寧省、吉林省和黑龍江省，全長1380公里。

## 歷史
东北东部铁路自2003年中華人民共和國國務院開始振興東北老工業基地計畫時與哈大客运专线一併提出，是貫穿中國東北地區東部的通道，並與哈大鐵路、丹大鐵路、瀋丹鐵路、梅集鐵路、長圖鐵路等十三條鐵路相接。整条线路于2015年12月17日全部通车。
东北东部铁路溝通中國大陆東北部重要港口城市大連市與重要邊貿城市牡丹江市，直接連接俄羅斯的海参崴，形成鐵路與海運相互呼應的經濟物流局面，亦将對東北東部铁路沿途城市的經濟發展起到促進作用。

## 途经城市
- 牡丹江市
- 延边州
- 白山市
- 通化市
- 本溪市
- 丹东市
- 大连市

## 工程进展
- 新建铁路402公里
  - 白河－和龙：2008年12月20日建成通车[3]
  - 通化－灌水：2009年1月6日动工，2012年9月26日建成通车，2013年11月1日客运列车正式开通。
  - 丹东－大连北：2010年6月1日动工，2015年12月17日建成通车
- 新建联络线21公里
  - 庄河－岫岩
- 既有线路改造957公里

## 与其它铁路的连接
- 牡丹江站：滨绥铁路、图佳铁路
- 图们站：图珲铁路
- 延吉站：长图铁路、朝开铁路
- 白山市站：鸭大铁路
- 通化站：梅集铁路
- 灌水站：凤上铁路、田桓铁路
- 丹东站：沈丹铁路、丹大铁路
- 庄河站：金庄铁路、岫庄铁路
- 大连站：哈大铁路